# Лоріан Дженест
Лоріан Дженест (англ. Lauriane Genest, нар. 28 травня 1998) — канадська велогонщиця, бронзова призерка Олімпійських ігор 2020 року.

## Виступи на Олімпіадах
| Олімпіада  | Дисципліна | Місце |
| ---------- | ---------- | ----- |
| Токіо 2020 | спринт     | 8     |
| Токіо 2020 | кейрін     | 3     |

## Зовнішні посилання
- Лоріан Дженест [Архівовано 8 серпня 2021 у Wayback Machine.] на сайті Cycling Archives

1. ↑  https://www.nbcolympics.com/athletes/lauriane-genest-1444800